# Fabresema sarramea
Fabresema sarramea là một loài bướm đêm thuộc phân họ Arctiinae, họ Erebidae.